# Zwi Skornicki
Zwi Skornicki (Polônia) é um engenheiro, empresário e lobista polaco-brasileiro que ganhou notoriedade ao ser preso pela Operação Lava Jato acusado de intermediar propinas do esquema de corrupção que atuava na Petrobras. Dentre as afirmações dadas no acordo com o MPF, Zwi confessou que pagou 4,5 milhões de dólares à João Santana, como caixa 2 da campanha de Dilma. Zwi terá de devolver 23,8 milhões de dólares mantidos em offshores e obtidos ilicitamente, além de mais de 50 obras de arte, algumas delas de artistas como Salvador Dalí e Romero Brito. As obras apreendidas na Operação My Way foram avaliadas em 10 milhões de reais.
Em fevereiro de 2017 foi condenado a 15 anos, 6 meses e 20 dias de prisão pelos crimes de corrupção ativa, organização criminosa e lavagem de dinheiro.

## Patrimônio
O patrimônio de Zwi Skornicki aumentou 35 vezes em 10 anos. Segundo informações obtidas em fevereiro de 2016 pelo Jornal Nacional, o patrimônio declarado passou de 1,8 milhão para 63 milhões de reais.
Zwi Skornicki teve seus bens bloqueados na vigésima terceira fase da operação Lava Jato. Dentre os bens estão um Alfa Romeo Spider, um Mercedes-Benz 280 SL Pagoda e um Porsche 911 modelo Targa, de 1978. O engenheiro também teve recolhidas obras de arte e uma lancha.

## Delação premiada
Em 6 de outubro de 2016, o então ministro Teori Zavascki, do Supremo Tribunal Federal homologou o acordo de delação premiada de Skornicki. O documento aponta que a delação de Skornicki tem 24 depoimentos e relata diversas ações realizadas com o intuito de lavar dinheiro de propina paga em razões de negócios firmados com a Petrobras. Zwi declarou à Procuradoria-Geral da República, que pagou propina para o deputado Luiz Sérgio (PT) para não ser convocado para a CPI da Petrobras em 2015. O petista era o relator da Comissão Parlamentar de Inquérito que investigava fraudes na estatal petrolífera.